# Sebastian Thrun
Sebastian Thrun (Solingen, Alemanha, 14 de maio de 1967)  é um empreendedor, empresário, educador e cientista da computação alemão. É o CEO da Kitty Hawk Corporation, além de presidente e cofundador da Udacity. Antes disso, foi VP e fellow no Google, professor de ciência da computação na Universidade de Stanford e, previamente, na Carnegie Mellon University. No Google, fundou o Google X e a equipe de carros autônomos. Atualmente, também é professor adjunto na Universidade de Stanford e na Georgia Tech.
Thrun liderou o desenvolvimento do veículo robótico Stanley, que ganhou o DARPA Grand Challenge de 2005, desde então, está em exposição no Museu Nacional da História Americana da Smithsonian Institution. Sua equipe também desenvolveu um veículo chamado Junior, que ficou em segundo lugar no DARPA Grand Challenge (de 2007). Sebastian liderou o desenvolvimento do Projeto de Carro Autônomo do Google.
Também é conhecido por seu trabalho em algoritmos probabilísticos para robótica com aplicações, incluindo mapeamento robótico. Em reconhecimento a suas contribuições, aos 39 anos de idade foi eleito para a Academia Nacional de Engenharia dos Estados Unidos e para a Academia Leopoldina, em 2007. Em 2011, recebeu o prêmio Max Planck de pesquisa e o primeiro prêmio AAAI Ed Feigenbaum. A Fast Company o elegeu como a quinta pessoa mais criativa no mundo dos negócios. O The Guardian reconheceu-o como um dos 20 "combatentes pela liberdade da Internet".

## Formação acadêmica e início da vida
Sebastian nasceu em 1967, na cidade de Solingen, na Alemanha (então Alemanha Ocidental), filho de Winfried e Kristin (Grüner) Thrun. Concluiu seu Vordiplom (exame intermediário) em ciência da computação, economia e medicina na Universidade de Hildesheim, em 1988. Na Universidade de Bonn, concluiu um Diplom (primeiro diploma) em 1993 e um PhD (summa cum laude) em 1995, em ciência da computação e estatística.

## Carreira
Em 1995, juntou-se ao departamento de ciência da computação da Carnegie Mellon University (CMU) como pesquisador. Em 1998, tornou-se professor assistente e codiretor do laboratório de aprendizagem robótica da CMU. Como membro do corpo docente da CMU, cofundou o programa de mestrado em aprendizagem e descoberta automatizada, que mais tarde se tornaria um programa de doutorado na ampla área de machine learning e descoberta científica. Em 2001, Thrun passou um ano sabático na Universidade de Stanford. Retornou para a CMU provido do cargo de professor, o professor associado Finmeccanica de ciência da computação e robótica. Deixou a CMU em julho de 2003 para se tornar professor associado na Universidade de Stanford e, em janeiro de 2004, foi apontado como diretor do SAIL. Entre 2007 e 2011, foi professor catedrático de ciência da computação e engenharia elétrica em Stanford. No dia 1 de abril de 2011, Thrun renunciou a seu posto em Stanford para se tornar um fellow no Google. Em 23 de janeiro de 2012, cofundou uma organização educacional privada online, a Udacity. Sebastian foi VP e fellow no Google e trabalhou no desenvolvimento do sistema do Projeto de Carro Autônomo do Google.
Foi entrevistado no documentário de 2018 sobre inteligência artificial “Do You Trust This Computer?”

## Pesquisa
Thrun desenvolveu uma variedade de sistemas robóticos autônomos que o renderam reconhecimento internacional. Em 1994, começou o projeto Rhino, da Universidade de Bonn, junto a seu orientador de tese de doutorado Armin B. Cremers. Em 1997, ele e seus colegas Wolfram Burgard e Dieter Fox desenvolveram o primeiro guia turístico robótico do mundo, para o museu Deutsches Bonn (1997). Em 1998, o robô seguinte, "Minerva", foi instalado no Museu Nacional da História Americana do Smithsonian, em Washington, DC, onde orientou dezenas de milhares de visitantes durante um período de duas semanas de implantação. Depois disso, Sebastian fundou o projeto Nursebot da CMU/Pitt, que alocou um robô humanoide interativo em uma casa de repouso próxima a Pittsburgh, na Pensilvânia. Em 2002, ajudou a desenvolver robôs de mapeamento de mina em um projeto com seus colegas William L. Whittaker e Scott Thayer, professores e pesquisadores da Carnegie Mellon University. Após sua mudança para a Universidade de Stanford, em 2003, empenhou-se no desenvolvimento do robô Stanley, que, em 2005, ganhou o DARPA Grand Challenge. Seu antigo aluno de pós-graduação Michael Montemerlo, que foi coaconselhado por William L. Whittaker, liderou o desenvolvimento do software desse robô. Em 2007, seu robô "Junior" ficou em segundo lugar no DARPA Urban Challenge de 2007 . Thrun juntou-se ao Google como parte de um ano sabático, juntamente a vários alunos de Stanford. Lá, codesenvolveu o Google Street View.
Suas contribuições mais famosas para a robótica foram suas teorias em áreas como a robótica probabilística, que une estatística e robótica. Ele e sua equipe de pesquisa também deram contribuições importantes para as áreas de localização móvel de robôs, mapeamento (SLAM) e controle. Técnicas probabilísticas têm se tornado convencionais em robótica e são utilizadas em diversas aplicações comerciais. No outono de 2005, Sebastian publicou um livro didático denominado Probabilistic Robotics (em tradução literal, “Robótica Probabilística”), juntamente a seus colegas de trabalho de longa data Dieter Fox e Wolfram Burgard. Desde 2007, uma tradução de Probabilistic Robotics também está disponível no mercado japonês.
Thurn é um dos principais investidores da VectorMagic, spin-off de Stanford.

## Prêmios
- Nomeado um dos “Brilliant 5” pela Popular Science em 2005[32]
- Prêmio CAREER da National Science Foundation, entre 1999 e 2003[32]

- Prêmio Olympus, da German Society Pattern for Recognition, 2001[32]

- Fast Company: quinta pessoa mais criativa de 2011[8][25]

- Quarto colocado no Top 100 Global Thinkers de 2012, da Foreign Policy[33]

- Thrun recebeu o prêmio American Ingenuity da revista Smithsonian de 2012, na categoria “Educação”[34].

- Recebeu um Doctorate Honoris Causa do México[35].

- Recebeu um Doctorate Honoris Causa pela Universidade de Tecnologia de Delft, nos Países Baixos, em 2016.

## Vida pessoal
Sebastian Thrun é casado com Petra Dierkes-Thrun, professora do departamento de literatura comparativa na Universidade de Stanford .